# Notturno op. 9 n. 1 (Chopin)
Il Notturno op. 9 n. 1 è uno dei primi notturni di Fryderyk Chopin, scritto dal compositore polacco fra il 1829 e il 1831, preceduto solo da un'opera giovanile del 1827 pubblicata postuma nel 1855.
Dire con esattezza quando fu composto questo Notturno non è possibile, non ci sono rimaste infatti partiture autografe del compositore che diano indicazioni. Essendo stato pubblicato dall'editore Kistner nel 1832 è presumibile che possa risalire ai due anni precedenti. Il brano fu accolto con grande favore dagli amici e dagli ammiratori di Chopin, mentre la critica fu severa, non sembrava accettabile che un misconosciuto musicista potesse scrivere brani dello stesso tipo dell'inventore del Notturno pianistico, l'irlandese John Field.   

## Analisi

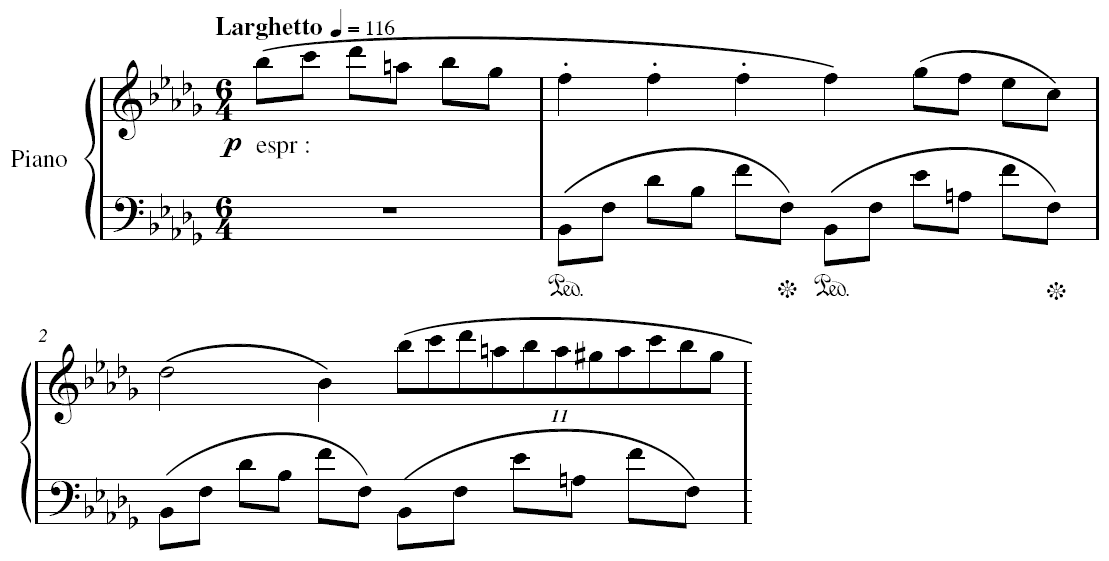
Battute iniziali del Notturno in Si bemolle minore

La tonalità di base del Notturno è Si bemolle minore, l'indicazione di tempo è 6/4 e l'indicazione agogica è Larghetto. Il brano si apre con un tema nella tonalità di base che dura due battute, la cui armonia è: tonica (Si bemolle minore), dominante (Fa maggiore 7), tonica. Il tema viene poi ripetuto con la stessa modalità, ma con la mano destra che esegue velocemente gruppi irregolari per sfociare nel Re bemolle maggiore, la relativa maggiore della tonalità d'impianto. Poco dopo ritorna il tema seguito di nuovo da terzine con la stessa armonia che però stavolta porta ad uno sviluppo introducendo la sezione centrale del notturno in Re bemolle maggiore.
La sezione centrale consiste nella ripetizione di un inciso molto dolce (Re maggiore, Sol maggiore, Re maggiore, Sol minore) preceduto da due diverse frasi, una lirica e l'altra passionale. Un tema finale conclude la sezione centrale.
La prima parte viene ripetuta quasi integralmente e una cadenza finale conclude il notturno con un accordo di Si bemolle maggiore.